# ATP-toernooi van Stuttgart (indoor)
Het ATP-toernooi van Stuttgart (ook bekend als de Eurocard Open) was een jaarlijks terugkerend tennistoernooi in het mannentennis. Het toernooi werd indoor gespeeld in het Duitse Stuttgart in de Hanns-Martin-Schleyer-Halle. Van 1990 tot en met 1997 werd op tapijt gespeeld en van 1998 tot en met 2001 op hardcourt.

## Geschiedenis
In 1988 en 1989 werd het toernooi georganiseerd onder de naam Stuttgart Classic als een invitatietoernooi waarvoor acht spelers werden uitgenodigd. Zij werden verdeeld over twee groepen, waarna er halve finales en een finale werd gespeeld. De edities van 1988 en 1989 vonden plaats in de maand november en werden georganiseerd door de Roemeense miljardair, zakenman en voormalig professioneel tennisspeler Ion Țiriac.
In 1990 werd het toernooi opgenomen in de ATP Tour, onder de categorie "ATP Championship Series" (thans ATP 500). Het toernooi werd verplaats van de maand november naar de maand februari en kreeg de naam „Eurocard Open”. In 1995-1996 onderging de ATP-kalender enkele ingrijpende wijzigingen. De Stockholm Open verloor zijn "Super 9"-status (vorige naam van de ATP World Tour Masters 1000) en werd een deel van de ATP World Series (nu ATP World Tour 250). De Eurocard Open verving in oktober de Stockholm Open op de kalender en nam diens plaats in als "Super 9"-toernooi. De Stockholm Open verving dan in november het ATP-toernooi van Antwerpen, dat niet werd gehouden. De Eurocard Open werd dus in 1995 voor een tweede maal gehouden, ditmaal in de maand oktober, in Essen in de Grugahalle, als "Super 9"-toernooi.
In 1996 werd de Eurocard Open, vanaf nu een "Super 9"-toernooi, opnieuw in Stuttgart gehouden, ter vervanging van Essen. Het toernooi van Antwerpen nam de plaats in februari, die was ontstaan door het verplaatsen van het indoortoernooi van Stuttgart, over. In 1998 wisselde het toernooi van de ondergrond tapijt naar hardcourt.
Na de editie van 2001 verplaatste de licentiehouder Ion Țiriac het Masterstoernooi van Stuttgart naar Madrid, vanwege teruglopende interesse bij de toeschouwers, sponsoren en tv-stations. Dit betekende het einde van het indoor ATP-toernooi van Stuttgart.
De Duitser Boris Becker (1990, 1996), de Zweed Stefan Edberg (1991, 1994) en de Nederlander Richard Krajicek zijn recordwinnaars van het toernooi met elk twee zeges.

## Finales

### Enkelspel
| Datum      | Naam                            | Categorie                    | ($/€)       | Deeln.    | Ondergrond        | Winnaar          | Verliezend finalist | Uitslag                       |           |
| Stuttgart  | Stuttgart                       | Stuttgart                    | Stuttgart   | Stuttgart | Stuttgart         | Stuttgart        | Stuttgart           | Stuttgart                     | Stuttgart |
| ---------- | ------------------------------- | ---------------------------- | ----------- | --------- | ----------------- | ---------------- | ------------------- | ----------------------------- | --------- |
| 15-10-2001 | Tennis Masters Series Stuttgart | Masters Series               | $ 2.450.000 | 48H/24Q   | Hardcourt, indoor | Tommy Haas       | Maks Mirni          | 6-2, 6-2, 6-2                 | Details   |
| 30-10-2000 | Tennis Masters Series Stuttgart | Masters Series               | $ 2.450.000 | 48H/24Q   | Hardcourt, indoor | Wayne Ferreira   | Lleyton Hewitt      | 7-6, 3-6, 6-7, 7-6, 6-2       | Details   |
| 25-10-1999 | Eurocard Open                   | Super 9                      | $ 2.200.000 | 48H/24Q   | Hardcourt, indoor | Thomas Enqvist   | Richard Krajicek    | 6-1, 6-4, 5-7, 7-5            | Details   |
| 26-10-1998 | Eurocard Open                   | Super 9                      | $ 2.200.000 | 48H/32Q   | Hardcourt, indoor | Richard Krajicek | Jevgeni Kafelnikov  | 6-4, 6-3, 6-3                 | Details   |
| 20-10-1997 | Eurocard Open                   | Super 9                      | $ 2.050.000 | 48H/24Q   | Tapijt, indoor    | Petr Korda       | Richard Krajicek    | 7-6, 6-2, 6-4                 | Details   |
| 21-10-1996 | Eurocard Open                   | Super 9                      | $ 1.950.000 | 48        | Tapijt, indoor    | Boris Becker     | Pete Sampras        | 3-6, 6-3, 3-6, 6-3, 6-4       | Details   |
| Essen      |                                 |                              |             |           |                   |                  |                     |                               |           |
| 23-10-1995 | Eurocard Open                   | Super 9                      | $ 1.844.000 | 32        | Tapijt, indoor    | Thomas Muster    | MaliVai Washington  | 7-6, 2-6, 6-3, 6-4            | Details   |
| Stuttgart  |                                 |                              |             |           |                   |                  |                     |                               |           |
| 20-02-1995 | Stuttgart Indoor                | Championship Series          | $ 2.125.000 | 32        | Tapijt, indoor    | Richard Krajicek | Michael Stich       | 7-6(4), 6-3, 6-7(6), 1-6, 6-3 | Details   |
| 14-02-1994 | Stuttgart Indoor                | Championship Series          | $ 2.125.000 | 32        | Tapijt, indoor    | Stefan Edberg    | Goran Ivanišević    | 4-6, 6-4, 6-2, 6-2            | Details   |
| 15-02-1993 | Stuttgart Indoor                | Championship Series          | $ 2.125.000 | 32H/32Q   | Tapijt, indoor    | Michael Stich    | Richard Krajicek    | 4-6, 7-5, 7-6(4), 3-6, 7-5    | Details   |
| 17-02-1992 | Stuttgart Indoor                | Championship Series          | $ 865.000   | 32        | Tapijt, indoor    | Goran Ivanišević | Stefan Edberg       | 6-7(5), 6-3, 6-4, 6-4         | Details   |
| 18-02-1991 | Stuttgart Indoor                | Championship Series          | $ 825.000   | 32        | Tapijt, indoor    | Stefan Edberg    | Jonas Svensson      | 6-2, 3-6, 7-5, 6-2            | Details   |
| 19-02-1990 | Stuttgart Indoor                | Championship Series          | $ 825.000   | 32H/32Q   | Tapijt, indoor    | Boris Becker     | Ivan Lendl          | 6-2, 6-2                      | Details   |
| 1989       | Stuttgart Classic               | Invitatietoernooi (geen ATP) |             | 8         | Tapijt, indoor    | Ivan Lendl       | Miloslav Mečíř      | 6-3, 4-6, 4-6, 6-1, 6-4       | Details   |
| 1988       | Stuttgart Classic               | Invitatietoernooi (geen ATP) |             | 8         | Tapijt, indoor    | Miloslav Mečíř   | Andrés Gómez        | 6-3, 6-2                      | Details   |

### Dubbelspel
| Datum      | Naam                            | Categorie           | ($/€)       | Deeln.    | Ondergrond        | Winnaars                        | Verliezend finalisten             | Uitslag       |           |
| Stuttgart  | Stuttgart                       | Stuttgart           | Stuttgart   | Stuttgart | Stuttgart         | Stuttgart                       | Stuttgart                         | Stuttgart     | Stuttgart |
| ---------- | ------------------------------- | ------------------- | ----------- | --------- | ----------------- | ------------------------------- | --------------------------------- | ------------- | --------- |
| 15-10-2001 | Tennis Masters Series Stuttgart | Masters Series      | $ 2.450.000 | 24 teams  | Hardcourt, indoor | Maks Mirni Sandon Stolle        | Ellis Ferreira Jeff Tarango       | 7-6, 6-3      | Details   |
| 30-10-2000 | Tennis Masters Series Stuttgart | Masters Series      | $ 2.450.000 | 24 teams  | Hardcourt, indoor | Jiří Novák David Rikl           | Donald Johnson Piet Norval        | 6-2, 6-2      | Details   |
| 25-10-1999 | Eurocard Open                   | Super 9             | $ 2.200.000 | 24 teams  | Hardcourt, indoor | Byron Black Jonas Björkman      | David Adams John-Laffnie de Jager | 6-3, 6-4      | Details   |
| 26-10-1998 | Eurocard Open                   | Super 9             | $ 2.200.000 | 24 teams  | Hardcourt, indoor | Sébastien Lareau Alex O'Brien   | Mahesh Bhupathi Leander Paes      | 4-6, 6-3, 7-5 | Details   |
| 20-10-1997 | Eurocard Open                   | Super 9             | $ 2.050.000 | 24 teams  | Tapijt, indoor    | Mark Woodforde Todd Woodbridge  | Rick Leach Jonathan Stark         | 7-6, 7-6      | Details   |
| 21-10-1996 | Eurocard Open                   | Super 9             | $ 1.950.000 | 24 teams  | Tapijt, indoor    | Sébastien Lareau Alex O'Brien   | Jacco Eltingh Paul Haarhuis       | 6-4, 6-4      | Details   |
| Essen      |                                 |                     |             |           |                   |                                 |                                   |               |           |
| 23-10-1995 | Eurocard Open                   | Super 9             | $ 1.844.000 | 16 teams  | Tapijt, indoor    | Jacco Eltingh Paul Haarhuis     | Cyril Suk Daniel Vacek            | 7-5, 6-7, 6-4 | Details   |
| Stuttgart  |                                 |                     |             |           |                   |                                 |                                   |               |           |
| 20-02-1995 | Stuttgart Indoor                | Championship Series | $ 2.125.000 | 16 teams  | Tapijt, indoor    | Grant Connell Patrick Galbraith | Cyril Suk Daniel Vacek            | 7-5, 6-4      | Details   |
| 14-02-1994 | Stuttgart Indoor                | Championship Series | $ 2.125.000 | 16 teams  | Tapijt, indoor    | David Adams Andrej Olchovski    | Grant Connell Patrick Galbraith   | 6-7, 6-4, 7-6 | Details   |
| 15-02-1993 | Stuttgart Indoor                | Championship Series | $ 2.125.000 | 16 teams  | Tapijt, indoor    | Mark Kratzmann Wally Masur      | Steve DeVries David Macpherson    | 6-3, 7-6      | Details   |
| 17-02-1992 | Stuttgart Indoor                | Championship Series | $ 865.000   | 16 teams  | Tapijt, indoor    | Tom Nijssen Cyril Suk           | John Fitzgerald Anders Järryd     | 6-3, 6-7, 6-3 | Details   |
| 18-02-1991 | Stuttgart Indoor                | Championship Series | $ 825.000   | 16 teams  | Tapijt, indoor    | Sergio Casal Emilio Sánchez     | Jeremy Bates Nick Brown           | 6-3, 7-5      | Details   |
| 19-02-1990 | Stuttgart Indoor                | Championship Series | $ 825.000   | 16 teams  | Tapijt, indoor    | Guy Forget Jakob Hlasek         | Michael Mortensen Tom Nijssen     | 6-3, 6-2      | Details   |

| Legenda ATP-categorieën     | Legenda ATP-categorieën     | Legenda ATP-categorieën       | Legenda ATP-categorieën      | Legenda ATP-categorieën | Legenda ATP-categorieën | Legenda ATP-categorieën | Legenda ATP-categorieën | Legenda ATP-categorieën | Legenda ATP-categorieën | Legenda ATP-categorieën | Legenda ATP-categorieën |
| Heden-2017                  | 2016-2009                   | 2008-1998                     | 1997-1990                    | 1989-1978               | 1977                    | 1976                    | 1975                    | 1974                    | 1973-1972               | 1971                    | 1970                    |
| --------------------------- | --------------------------- | ----------------------------- | ---------------------------- | ----------------------- | ----------------------- | ----------------------- | ----------------------- | ----------------------- | ----------------------- | ----------------------- | ----------------------- |
| Grand Slams                 | Grand Slams                 | Grand Slams                   | Grand Slams                  | Grand Slams             | Grand Slams             | Grand Slams             | Group Triple Crown      | Group Triple Crown      | Group AA                | Group A                 | Group A                 |
| ATP Finals                  | ATP World Tour Finals       | Tennis Masters Cup            | ATP Tour World Championships | Grand Prix Masters      | Grand Prix Masters      | Grand Prix Masters      | Grand Prix Masters      | Grand Prix Masters      | Grand Prix Masters      | Grand Prix Masters      | Grand Prix Masters      |
| ATP World Tour Masters 1000 | ATP World Tour Masters 1000 | ATP Masters Series            | ATP Super 9                  | Super Series            | Six Star                | Five Star               | Group A                 | Group A                 | Group A                 | Group B                 | Group 1                 |
| ATP World Tour 500          | ATP World Tour 500          | ATP International Series Gold | ATP Championship Series      | Regular Series          | Five Star               | Four Star               | Group B                 | Group B                 | Group B                 | Group C                 | Group 2                 |
| ATP World Tour 250          | ATP World Tour 250          | ATP International Series      | ATP World Series             | Regular Series          | Four Star               | Three Star              | Group B                 | Group C                 | Group C                 | Group D                 |                         |
| ATP World Tour 250          | ATP World Tour 250          | ATP International Series      | ATP World Series             | Regular Series          | Three Star              | Two Star                |                         |                         |                         |                         |                         |
| ATP World Tour 250          | ATP World Tour 250          | ATP International Series      | ATP World Series             | Regular Series          | Two Star                | One Star                |                         |                         |                         |                         |                         |
| ATP World Tour 250          | ATP World Tour 250          | ATP International Series      | ATP World Series             | Regular Series          | One Star                |                         |                         |                         |                         |                         |                         |
| ATP Challenger Tour         | ATP Challenger Series       | ATP Challenger Series         | ATP Challenger Series        |                         |                         |                         |                         |                         |                         |                         |                         |
| Toernooien voor teams       |                             |                               |                              |                         |                         |                         |                         |                         |                         |                         |                         |